# 25561 Leehyunki
25561 Leehyunki è un asteroide della fascia principale. Scoperto nel 1999, presenta un'orbita caratterizzata da un semiasse maggiore pari a 2,7260153 UA e da un'eccentricità di 0,0903986, inclinata di 5,18083° rispetto all'eclittica.